# Amara Sy
Amara Sy (París, 28 de agosto de 1981) es un exjugador de baloncesto francés con ascendencia de Mali. Con 2,02 metros de altura, jugaba tanto en la posición de alero como en la de ala-pívot. Fue internacional absoluto con Mali.

## Trayectoria

### Inicios
Surgido del E Cergy Osny Pontoise BB, entró en la cantera del Rueil Athletic Club cuando todavía era un adolescente, pasando luego a las filas del ASVEL Lyon-Villeurbanne. Debutó en 1999 con el primer equipo con apenas 18 años, permaneciendo en el club hasta el 2002. En esas tres temporadas fue campeón de la Copa de baloncesto de Francia en 2001 y campeón de la Pro A en 2002.

### Le Mans Sarthe Basket
Jugó las siguientes tres temporadas (2002-2003, 2003-2004 y 2004-2005) en el Le Mans Sarthe Basket. 2004 fue un gran año para él, ya que se consagró campeón de la Copa de baloncesto de Francia por segunda vez y resultó seleccionado para disputar el All-Star Game de la LNB, donde fue nombrado MVP tras anotar 26 puntos, coger 6 rebotes, dar una asistencias y robar 2 balones en 22 minutos de juego. Ese mismo año conquistó el evento Battlegrounds auspiciado por Nike, el cual consistía en un torneo de uno contra uno en donde enfrentó a jugadores estadounidenses.
Con el Le Mans Sarthe Basket disputó un total de 85 partidos de liga entre las tres temporadas, promediando 9,3 puntos, 3,6 rebotes y 1,8 asistencias en 24 minutos de media, mientras que en los play-offs de 2005 jugó 2 partidos, promediando 10 puntos, 6 rebotes y 1,5 asistencias en 27 minutos de media.

### Retorno al ASVEL Lyon-Villeurbanne
En 2005 volvió al club en el que se formó, el ASVEL Lyon-Villeurbanne, quedándose allí hasta la temporada 2006-2007. Volvió a ser seleccionado para el All-Star Game de la LNB en 2005. Jugó 61 partidos de liga entre las dos temporadas, promediando 10,3 puntos, 3,8 rebotes, 1,2 asistencias y 1 balón robado en 23,5 minutos de media, mientras que en 6 partidos de play-offs entre las dos temporadas, promedió 9,1 puntos, 3,6 rebotes y 1,5 asistencias en 23,5 minutos de media.

### Experiencia en Estados Unidos y Grecia
Sy dejó Francia en el verano de 2007 para actuar en la NBA Summer League como parte de Los Angeles Clippers. Tras no recibir ofertas de ninguna franquicia estadounidense, fichó para la temporada 2007-2008 por el AEK Atenas B.C. de la A1 Ethniki de Grecia. En el verano de 2008, al concluir sus obligaciones contractuales con el club griego, se encaminó nuevamente hacia los Estados Unidos para jugar por segunda vez en la NBA Summer League, pero esta vez con la escuadra de los San Antonio Spurs. Al igual que el año anterior, Sy volvió a ser ignorado por los equipos de la NBA.

### Vuelta al ASVEL Lyon-Villeurbanne
Regresó por tercera vez al ASVEL Lyon-Villeurbanne en la temporada 2008-2009. Hizo una gran campaña, siendo seleccionado para el All-Star Game de la  LNB por tercera vez, ganando la Pro A por segunda vez y siendo elegido MVP de la final (10 puntos, 8 rebotes, 3 asistencias y 4 robos). Jugó 24 partidos de liga con un promedio de 13,2 puntos, 5 rebotes, 2,4 asistencias y 1 robo en 30 minutos de media, mientras que en 7 partidos de play-offs, promedió 9,3 puntos, 6,5 rebotes, 2 asistencias y 1 robo en 28 minutos de media.
Fue campeón del torneo de streetball Quai 54 World Streetball Championship en 2008 y 2009 con el equipo Fusion (ya había ganado ese torneo de baloncesto callejero en 2005 con un equipo llamado Proleps).

### Bakersfield Jam
Sy se presentó al Draft de la NBA Development League de 2009, siendo elegido en el cuarto puesto de la primera ronda por el Bakersfield Jam. Jugó 16 partidos en un mes y medio en ese equipo, promediando 15 puntos, 7,2 rebotes y 3,5 asistencias.

### CB Murcia
El CB Murcia se fijó en él y a mediados de enero de 2010 le fichó para el resto de la temporada. En 16 partidos jugados con el conjunto pimentonero promedió 5,8 puntos y 4,5 rebotes. Sus mejores partidos fueron contra el San Sebastián Gipuzkoa Basket Club, en el que hizo 11 puntos, 10 rebotes para 15 de valoración y contra Valencia Basket, donde hizo 14 puntos, 4 rebotes para 18 de valoración.
Antes de regresar a Francia, tuvo en 2010 su última experiencia en la NBA Summer League vistiendo los colores de los Dallas Mavericks. Luego de ello volvería a conquistar el Quai 54 World Streetball Championship con el equipo Fusion.

### Vuelta a Francia
Regresó a la LNB para jugar las siguientes dos temporadas (2010-2011 y 2011-2012) en el Orléans Loiret Basket.
En 2011 fue seleccionado por cuarta vez para el All-Star Game de la LNB, siendo nombrado MVP por segunda vez (23 puntos, 10 rebotes, 1 asistencia y 3 balones robados en 25 min). Disputó 53 partidos de liga entre las dos temporadas en Orleans, promediando 10,6 puntos, 5 rebotes, 2 asistencias, 1,1 robos y 1 tapón en 28 minutos de media, mientras que en los play-offs de 2012, jugó 5 partidos con un promedio de 16,4 puntos, 5,8 rebotes, 2,8 asistencias y 1,4 robos en 32 minutos de media.

### Cuarta vez en el ASVEL
En el verano de 2012, tras ganar nuevamente el Quai 54 World Streetball Championship con el equipo Fusion, regresó por cuarta vez al ASVEL Lyon-Villeurbanne, donde jugaría las siguientes tres temporadas. Fue seleccionado en 2012 por quinta vez para el All-Star Game de la LNB. Disputó 93 partidos de liga entre las tres temporadas, promediando 11 puntos (38% en triples en su primera temporada), 5,5 rebotes y 2,3 asistencias en 28,6 minutos de media, mientras que en los 9 partidos de play-offs disputados entre las tres temporadas, promedió 10,2 puntos, 5,1 rebotes y 2 asistencias en 25,3 minutos de media. En las dos últimas temporadas actuó también en la Eurocup, jugando un total de 19 partidos entre las dos y promediando 10,5 puntos, 3,6 rebotes y 1,3 asistencias en 25,8 minutos de media.

### AS Mónaco Basket
Tras anunciar el ASVEL Lyon-Villeurbanne que no contaba con él para la temporada 2015-2016, firmó con el recién ascendido AS Mónaco Basket. Allí jugaría las siguientes cuatro temporadas, aunque en las dos últimas su tiempo en la cancha se vio limitado por las lesiones que le impidieron jugar. También disputó dos ediciones de la Basketball Champions League (2016-17 y 2017-18), en las que su equipo fue protagonista.
En agosto de 2017, tras ganar el Open de France, jugó en el Masters de Lausana del Tour Mundial de Baloncesto 3x3 representando a Cergy.

### Paris Basketball
En 2019 firma por el Paris Basketball de la LNB Pro B francesa. En la segunda temporada en el conjunto parisino logra ascender a la LNB Pro A.
En la temporada 2021-22, con 40 años de edad, forma parte de la plantilla del Paris Basketball de la máxima categoría del baloncesto profesional francés, pero sólo disputó 10 partidos ese año. 

### E Cergy Osny Pontoise BB
Al retirarse de la práctica del baloncesto competitivo profesional, Sy retornó al club E Cergy Osny Pontoise BB para asumir un papel de dirigente. Sin embargo en marzo de 2023 decidió volver a jugar para ayudar a su equipo en el campeonato de la tercera división de Francia.

## Selección nacional
Sy fue internacional absoluto con la selección de baloncesto de Malí. 
Jugó cuatro ediciones del Afrobasket: 2001, 2005, 2009 y 2011. En el torneo de 2009 fue el máximo anotador de su selección con 15,6 puntos de media en los 9 partidos que jugó, además de coger 7,2 rebotes, dar 3,4 asistencias y robar un balón por partido.

## Vida privada
Sy tiene tres hermanos que también fueron jugadores profesionales de baloncesto: Mamoudou, Mamadou y Bandja Sy.